# Lijst van personen overleden in 1943
Dit is een lijst van personen die zijn overleden in 1943.

## Januari

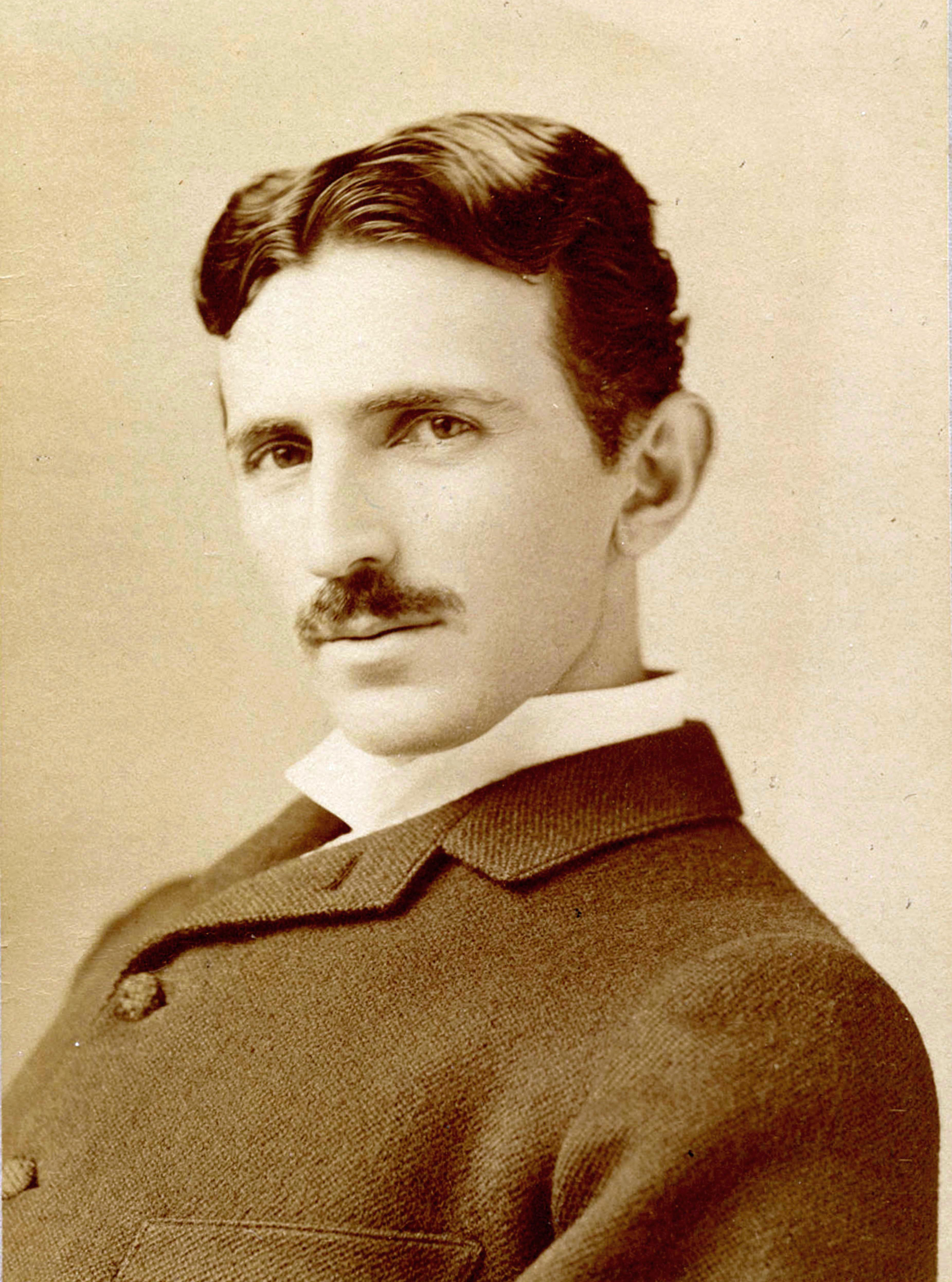
Nikola Tesla
7 januari

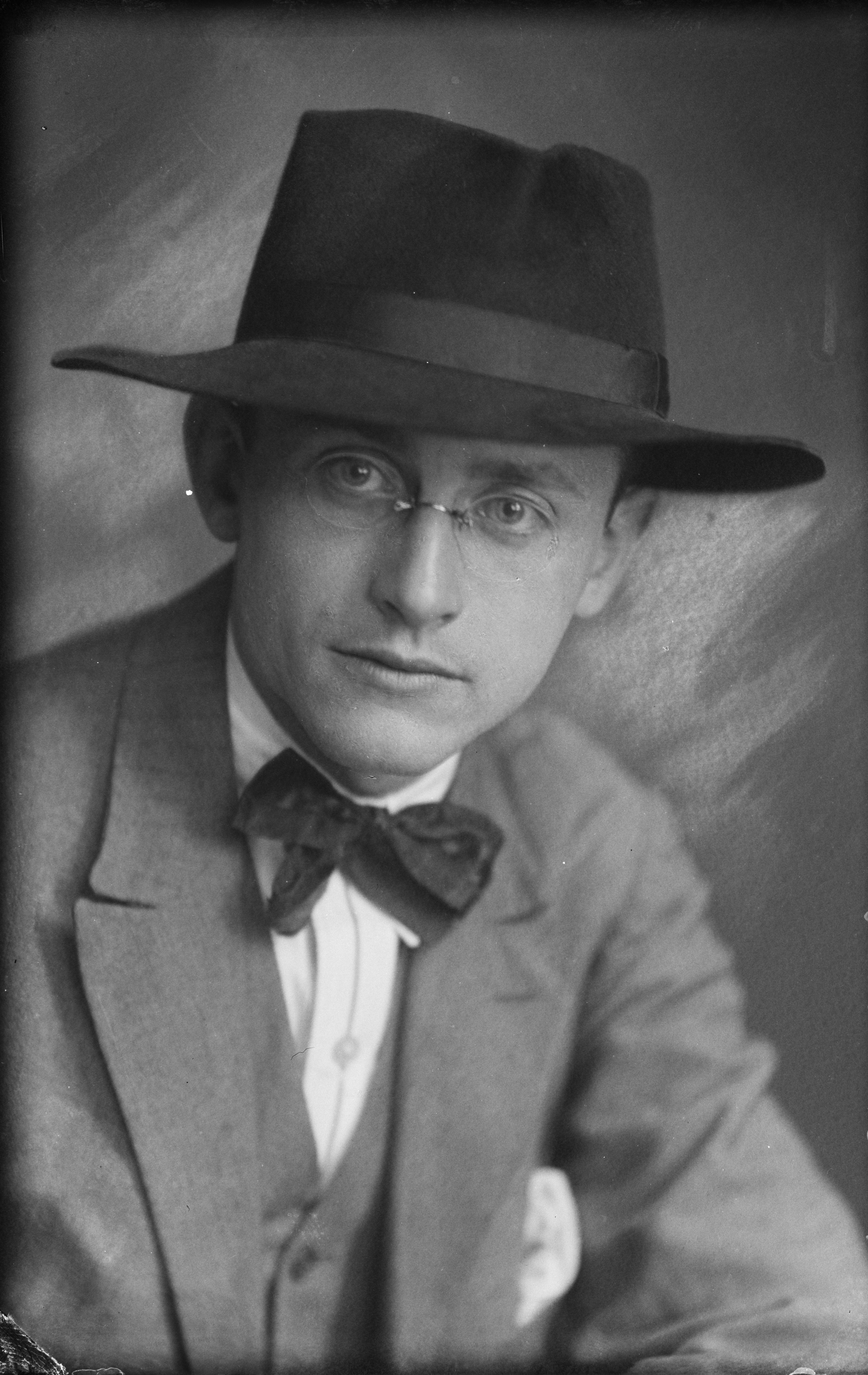
Jan Campert
12 januari

| 1 | 2 | 3 | 4 | 5 | 6 | 7 | 8 | 9 | 10 | 11 | 12 | 13 | 14 | 15 | 16 | 17 | 18 | 19 | 20 | 21 | 22 | 23 | 24 | 25 | 26 | 27 | 28 | 29 | 30 | 31 |
| - | - | - | - | - | - | - | - | - | -- | -- | -- | -- | -- | -- | -- | -- | -- | -- | -- | -- | -- | -- | -- | -- | -- | -- | -- | -- | -- | -- |

### 2 januari
- Franz Courtens (88), Belgisch kunstschilder

### 3 januari
- Walter James (79), 5e premier van West-Australië

### 7 januari
- Nikola Tesla (86), Servisch-Amerikaans elektrotechnicus, natuurkundige en uitvinder
- Frederik Casparus Wieder (68), Nederlands historicus op het gebied van 17e-eeuwse cartografie

### 12 januari
- Jan Campert (40), Nederlands dichter en schrijver
- Marian Einbacher (43), Pools voetballer

### 26 januari
- Michaël Kozal (49), Pools hulpbisschop en martelaar
- Nikolaj Vavilov (55), Russisch botanicus

### 31 januari
- Roque Ablan (36), Filipijns gouverneur en guerrillaleider

## Februari

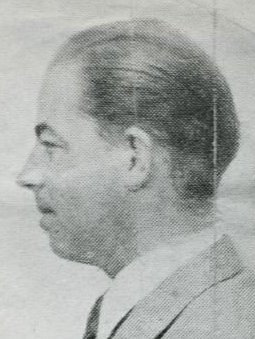
Gerrit Willem Kastein
19 februari

| 1 | 2 | 3 | 4 | 5 | 6 | 7 | 8 | 9 | 10 | 11 | 12 | 13 | 14 | 15 | 16 | 17 | 18 | 19 | 20 | 21 | 22 | 23 | 24 | 25 | 26 | 27 | 28 |
| - | - | - | - | - | - | - | - | - | -- | -- | -- | -- | -- | -- | -- | -- | -- | -- | -- | -- | -- | -- | -- | -- | -- | -- | -- |

### 6 februari
- Hendrik Seyffardt (71), Nederlands luitenant-generaal b.d. en commandant van het Vrijwilligerslegioen

### 13 februari
- Willem Walraven (55), Nederlands auteur en journalist

### 16 februari
- Emilie Claeys (87), Belgisch politica en feministe

### 18 februari
- Henri Polak (74), Nederlands vakbondspionier

### 19 februari
- Gerrit Willem Kastein (32), Nederlands arts en verzetsheld

### 24 februari
- Helene Stöcker (73), Duits seksueel hervormster, pacifiste, filosofe, publiciste, auteur en radicaal vrouwenrechtenactiviste

### 27 februari
- Hermogenes Ilagan (69), Filipijns zarzuela-zanger, schrijver en producent

## Maart

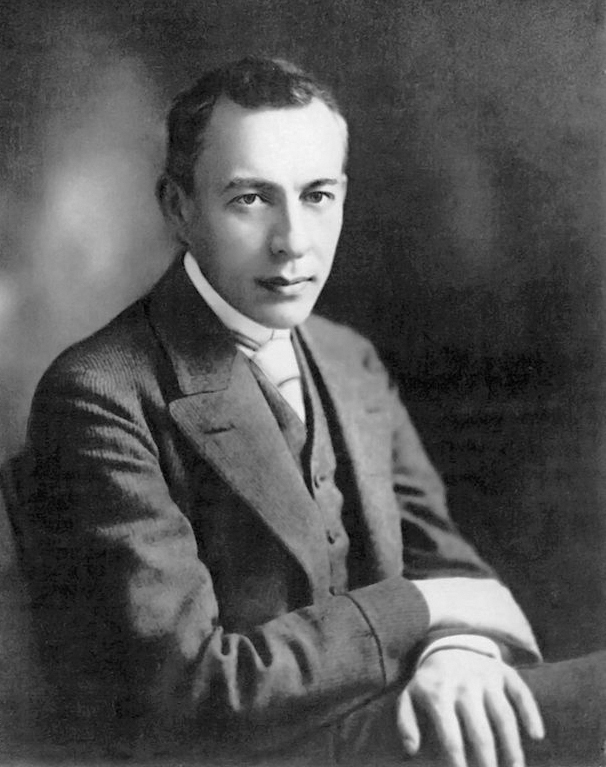
Sergej Rachmaninov
28 maart

| 1 | 2 | 3 | 4 | 5 | 6 | 7 | 8 | 9 | 10 | 11 | 12 | 13 | 14 | 15 | 16 | 17 | 18 | 19 | 20 | 21 | 22 | 23 | 24 | 25 | 26 | 27 | 28 | 29 | 30 | 31 |
| - | - | - | - | - | - | - | - | - | -- | -- | -- | -- | -- | -- | -- | -- | -- | -- | -- | -- | -- | -- | -- | -- | -- | -- | -- | -- | -- | -- |

### 9 maart
- Otto Freundlich (64), Duits schilder, graficus en beeldhouwer

### 15 maart
- Gregoria de Jesus (67), Filipijns onafhankelijkheidsstrijdster

### 16 maart
- Joël Vredenburg (76), Nederlands (opper)rabbijn

### 20 maart
- Judikje Simons (38), Nederlands gymnaste

### 28 maart
- Sergej Rachmaninov (69), Russisch componist en pianist

## April

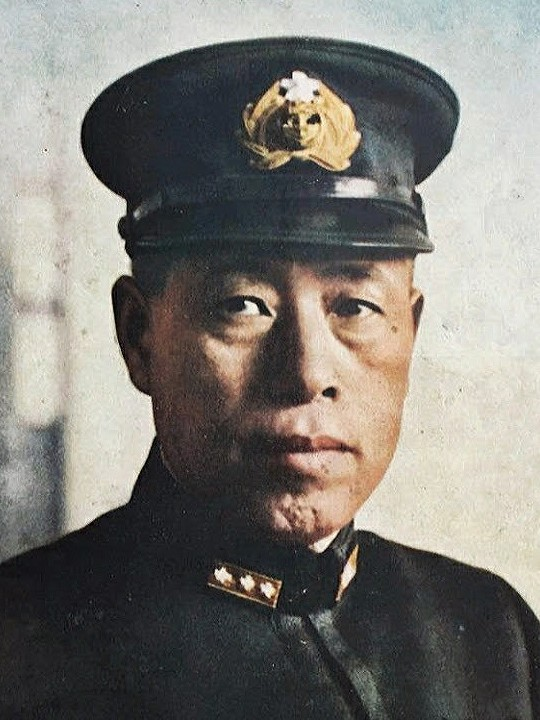
Isoroku Yamamoto
18 april

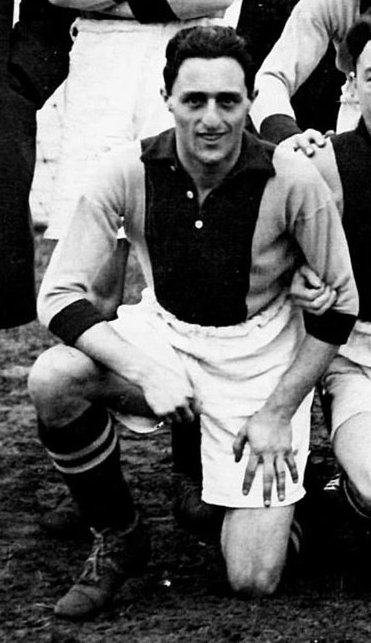
Eddy Hamel
30 april

| 1 | 2 | 3 | 4 | 5 | 6 | 7 | 8 | 9 | 10 | 11 | 12 | 13 | 14 | 15 | 16 | 17 | 18 | 19 | 20 | 21 | 22 | 23 | 24 | 25 | 26 | 27 | 28 | 29 | 30 |
| - | - | - | - | - | - | - | - | - | -- | -- | -- | -- | -- | -- | -- | -- | -- | -- | -- | -- | -- | -- | -- | -- | -- | -- | -- | -- | -- |

### 9 april
- Jimmy Ashcroft (64), Engels voetballer
- Philip Slier (19), Nederlands-Joods dwangarbeider in de Tweede Wereldoorlog

### 14 april
- Jakov Dzjoegasjvili (36), Russisch zoon van Jozef Stalin en nazislachtoffer

### 18 april
- Isoroku Yamamoto (59), Japans admiraal

### 30 april
- Eddy Hamel (40), Amerikaans-Nederlands voetballer
- Otto Jespersen (82), Deens taalkundige

## Mei

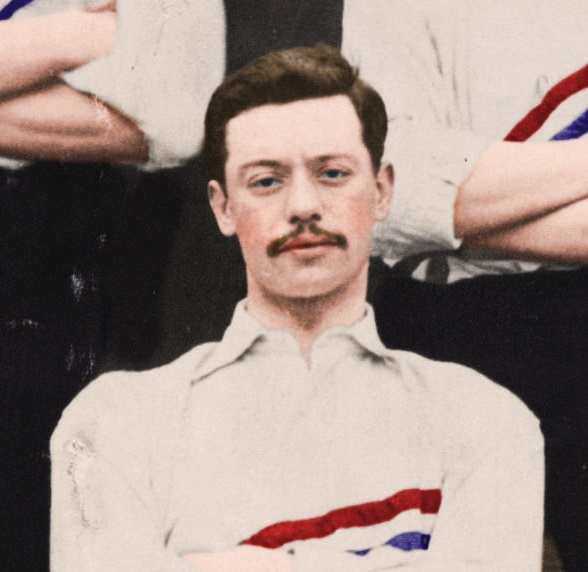
Rein Boomsma
27 mei

| 1 | 2 | 3 | 4 | 5 | 6 | 7 | 8 | 9 | 10 | 11 | 12 | 13 | 14 | 15 | 16 | 17 | 18 | 19 | 20 | 21 | 22 | 23 | 24 | 25 | 26 | 27 | 28 | 29 | 30 | 31 |
| - | - | - | - | - | - | - | - | - | -- | -- | -- | -- | -- | -- | -- | -- | -- | -- | -- | -- | -- | -- | -- | -- | -- | -- | -- | -- | -- | -- |

### 4 mei
- Gerrit Imbos (21), Nederlands verzetsstrijder

### 7 mei
- Frank Greer, (64), Amerikaans roeier

### 20 mei
- John Stone Stone (73), Amerikaans elektrotechnicus en uitvinder
- Filemon Perez (60), Filipijns politicus

### 23 mei
- Adolf Urban (29), Duits voetballer

### 26 mei
- Alice Tegnér (79), Zweeds dichteres en componist

### 27 mei
- Rein Boomsma (63), Nederlands voetballer en verzetsstrijder

### 28 mei
- Anton van Teijn (79), Nederlands kunstschilder

## Juni
| 1 | 2 | 3 | 4 | 5 | 6 | 7 | 8 | 9 | 10 | 11 | 12 | 13 | 14 | 15 | 16 | 17 | 18 | 19 | 20 | 21 | 22 | 23 | 24 | 25 | 26 | 27 | 28 | 29 | 30 |
| - | - | - | - | - | - | - | - | - | -- | -- | -- | -- | -- | -- | -- | -- | -- | -- | -- | -- | -- | -- | -- | -- | -- | -- | -- | -- | -- |

### 26 juni
- Karl Landsteiner (75), Oostenrijks patholoog en Nobelprijswinnaar

### 29 juni
- Hendrik Prins (61), Nederlands-Duits violist[1]

## Juli

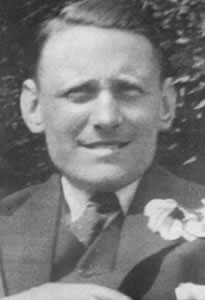
Willem Arondéus
1 juli

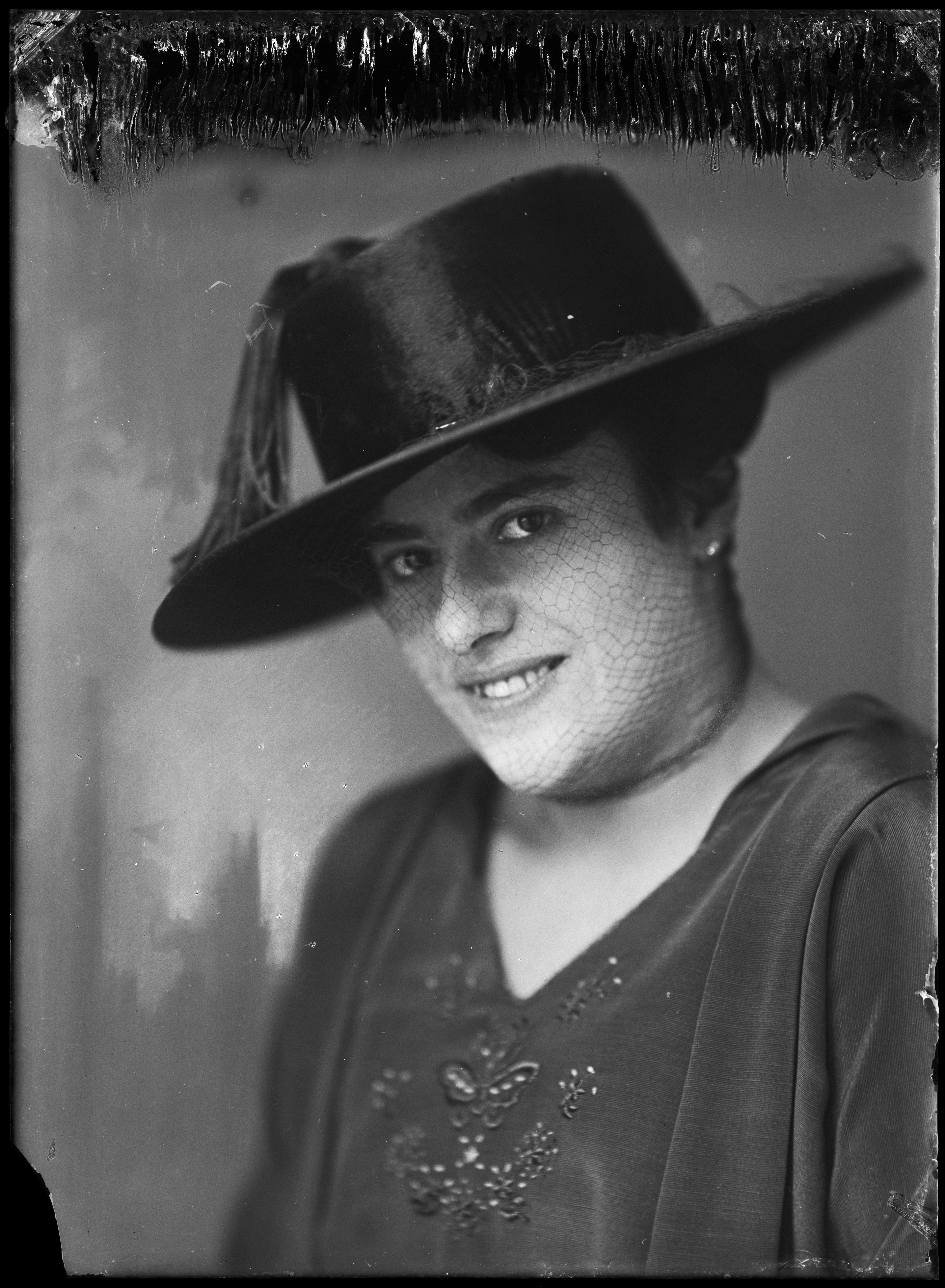
Rika Davids
2 juli

Jacob Hamel
9 juli

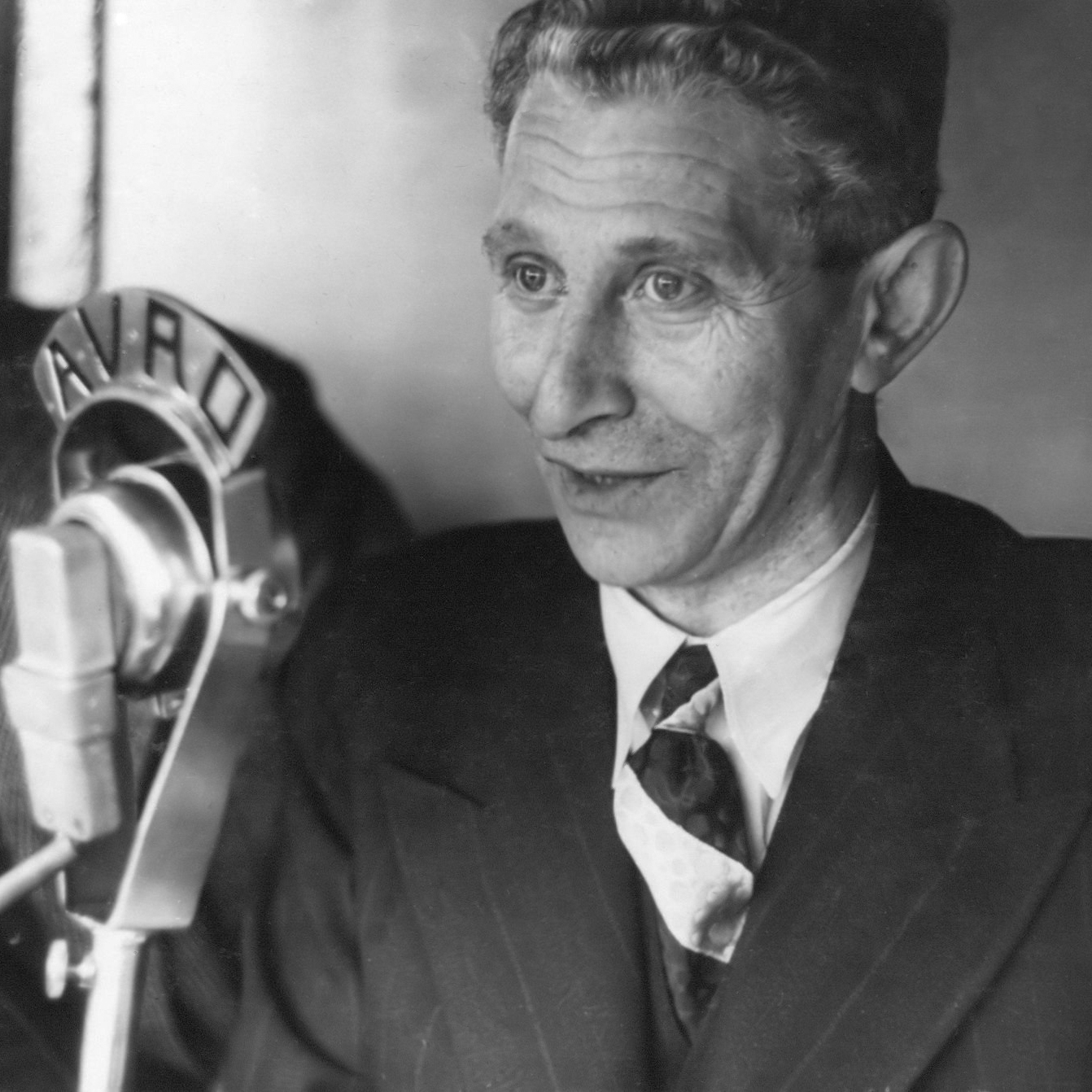
Han Hollander
9 juli

| 1 | 2 | 3 | 4 | 5 | 6 | 7 | 8 | 9 | 10 | 11 | 12 | 13 | 14 | 15 | 16 | 17 | 18 | 19 | 20 | 21 | 22 | 23 | 24 | 25 | 26 | 27 | 28 | 29 | 30 | 31 |
| - | - | - | - | - | - | - | - | - | -- | -- | -- | -- | -- | -- | -- | -- | -- | -- | -- | -- | -- | -- | -- | -- | -- | -- | -- | -- | -- | -- |

### 1 juli
- Willem Arondéus (48), Nederlands schrijver, kunstenaar en verzetsstrijder

### 2 juli
- Rika Davids (57), Nederlands variété-artieste
- Gerrit Kleerekoper (46), Nederlands turncoach
- Lea Nordheim (39), Nederlands gymnaste
- Michel Velleman (48), Nederlands goochelaar en illusionist (artiestennaam "Ben Ali Libi")

### 9 juli
- Jacob Hamel (59), Nederlands zanger en dirigent
- Han Hollander (56), Nederlands sportverslaggever

### 14 juli
- Luz Long (30), Duits atleet

### 21 juli
- Charley Paddock (42), Amerikaans atleet

### 23 juli
- Ans Polak (36), Nederlands gymnaste

## Augustus
| 1 | 2 | 3 | 4 | 5 | 6 | 7 | 8 | 9 | 10 | 11 | 12 | 13 | 14 | 15 | 16 | 17 | 18 | 19 | 20 | 21 | 22 | 23 | 24 | 25 | 26 | 27 | 28 | 29 | 30 | 31 |
| - | - | - | - | - | - | - | - | - | -- | -- | -- | -- | -- | -- | -- | -- | -- | -- | -- | -- | -- | -- | -- | -- | -- | -- | -- | -- | -- | -- |

### 18 augustus
- Hans Jeschonnek (44), Duits generaal

### 24 augustus
- Simone Weil (34), Frans schrijfster en filosofe

### 30 augustus
- Eustachius van Lieshout (52), Nederlands zalige, missionaris in Brazilië
- Eddy de Neve (58), Nederlands voetballer

## September
| 1 | 2 | 3 | 4 | 5 | 6 | 7 | 8 | 9 | 10 | 11 | 12 | 13 | 14 | 15 | 16 | 17 | 18 | 19 | 20 | 21 | 22 | 23 | 24 | 25 | 26 | 27 | 28 | 29 | 30 |
| - | - | - | - | - | - | - | - | - | -- | -- | -- | -- | -- | -- | -- | -- | -- | -- | -- | -- | -- | -- | -- | -- | -- | -- | -- | -- | -- |

### 13 september
- Rudolf Ramseyer (45), Zwitsers voetballer

### 14 september
- Ugo Cavallero (62), Italiaans generaal
- Ernst Linder (75), Zweeds ruiter en generaal
- Léonard Misonne (73), Belgisch fotograaf

### 17 september
- Stella Agsteribbe (34), Nederlands gymnaste

### 21 september
- Joseph Verhelst (76), Belgisch politicus

### 30 september
- Johan Ludwig Mowinckel (72), Noors politicus

## Oktober

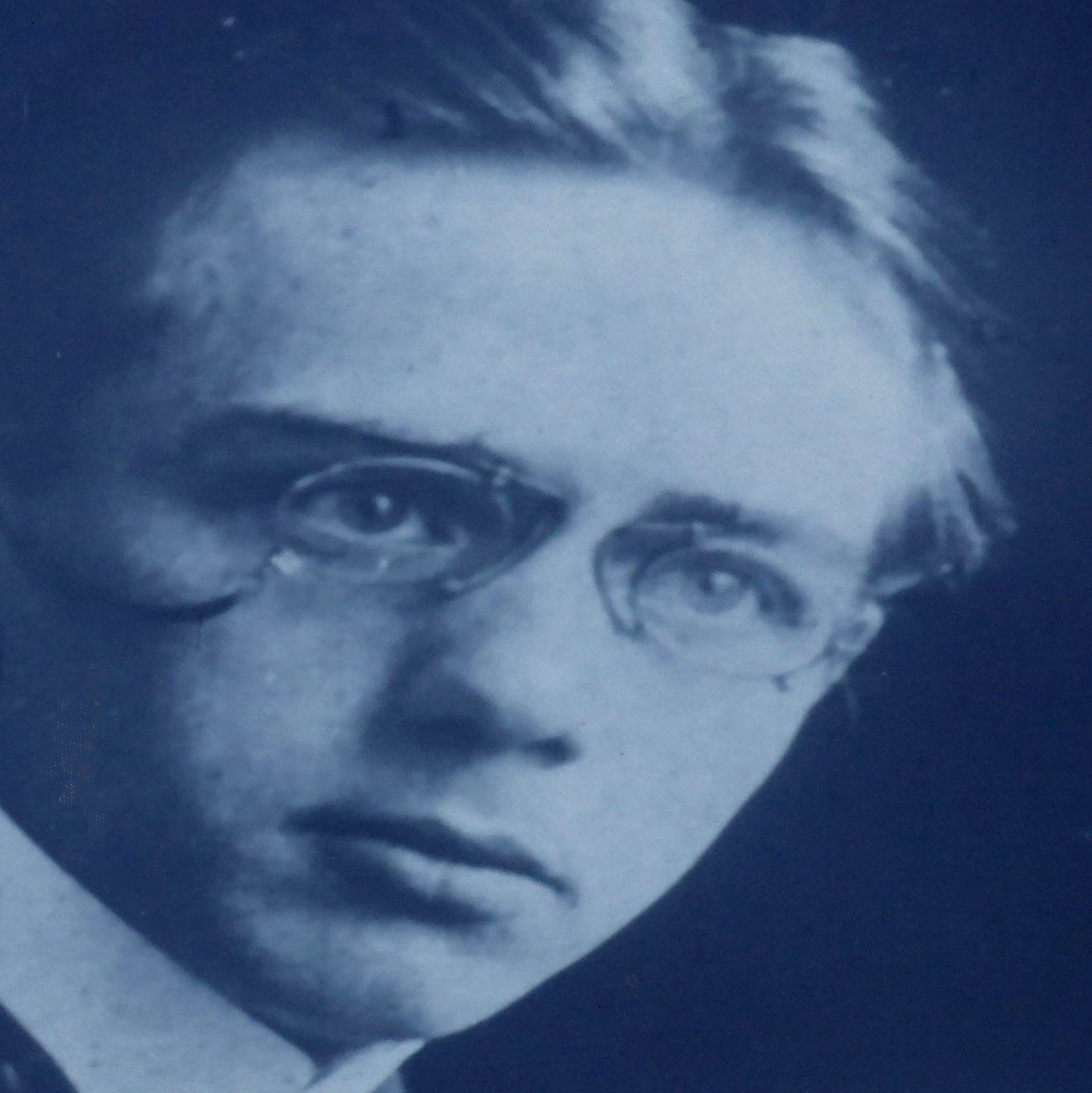
A.M. de Jong
18 oktober

| 1 | 2 | 3 | 4 | 5 | 6 | 7 | 8 | 9 | 10 | 11 | 12 | 13 | 14 | 15 | 16 | 17 | 18 | 19 | 20 | 21 | 22 | 23 | 24 | 25 | 26 | 27 | 28 | 29 | 30 | 31 |
| - | - | - | - | - | - | - | - | - | -- | -- | -- | -- | -- | -- | -- | -- | -- | -- | -- | -- | -- | -- | -- | -- | -- | -- | -- | -- | -- | -- |

### 1 oktober
- Hans Geul (27), Nederlands atleet en verzetsstrijder

### 9 oktober
- Pieter Zeeman (78), Nederlands natuurkundige

### 18 oktober
- A.M. de Jong (55), Nederlands schrijver

### 31 oktober
- Max Reinhardt (70), Duits regisseur en acteur

## November

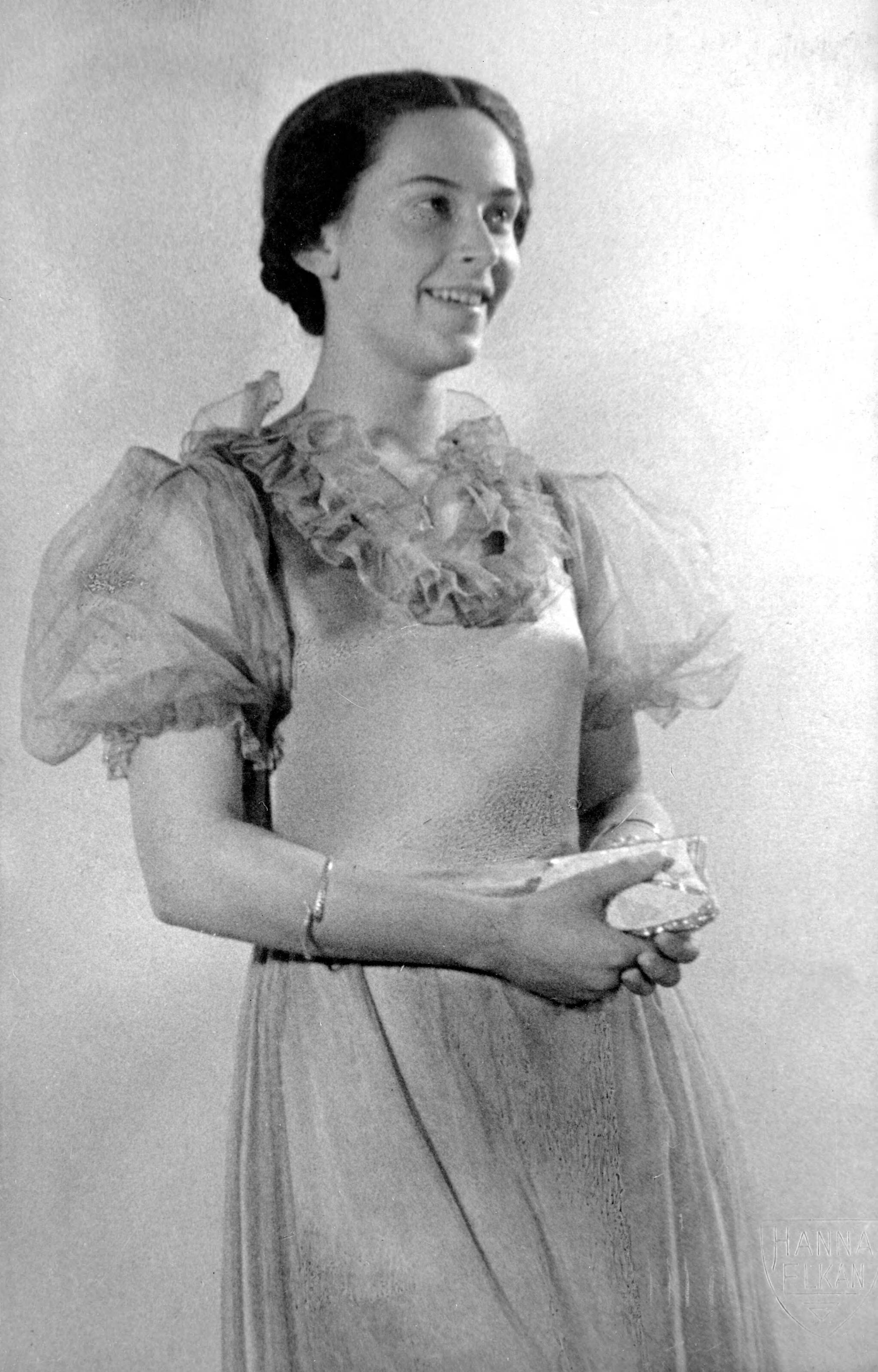
Reina Prinsen Geerligs
24 november

| 1 | 2 | 3 | 4 | 5 | 6 | 7 | 8 | 9 | 10 | 11 | 12 | 13 | 14 | 15 | 16 | 17 | 18 | 19 | 20 | 21 | 22 | 23 | 24 | 25 | 26 | 27 | 28 | 29 | 30 |
| - | - | - | - | - | - | - | - | - | -- | -- | -- | -- | -- | -- | -- | -- | -- | -- | -- | -- | -- | -- | -- | -- | -- | -- | -- | -- | -- |

### 5 november
- Bernhard Lichtenberg (67), Duits geestelijke en verzetsstrijder

### 13 november
- Maurice Denis (72), Frans kunstschilder

### 24 november
- Reina Prinsen Geerligs (21), Nederlands schrijfster en verzetsstrijdster

## December

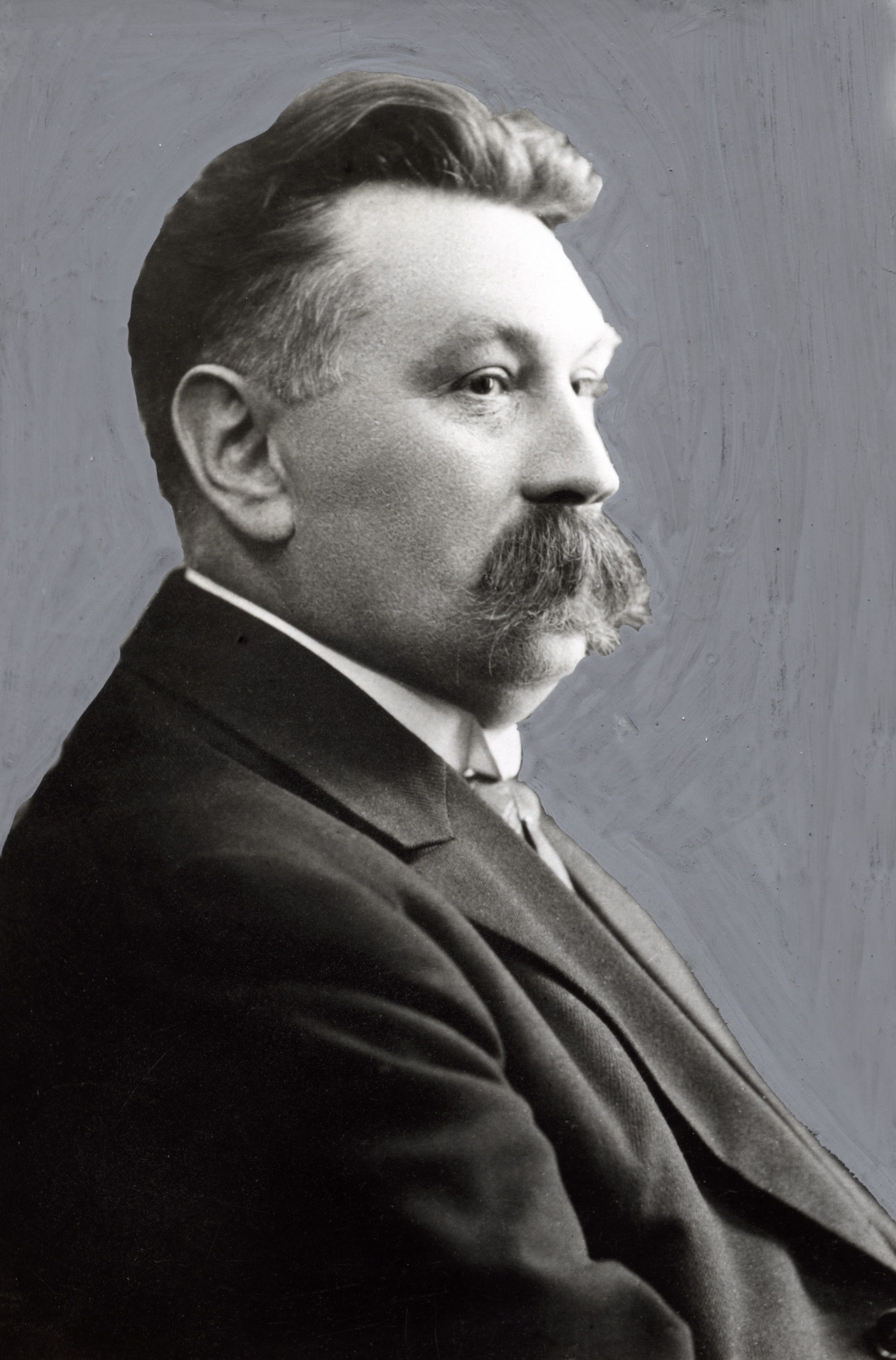
Theo Thijssen
23 december

| 1 | 2 | 3 | 4 | 5 | 6 | 7 | 8 | 9 | 10 | 11 | 12 | 13 | 14 | 15 | 16 | 17 | 18 | 19 | 20 | 21 | 22 | 23 | 24 | 25 | 26 | 27 | 28 | 29 | 30 | 31 |
| - | - | - | - | - | - | - | - | - | -- | -- | -- | -- | -- | -- | -- | -- | -- | -- | -- | -- | -- | -- | -- | -- | -- | -- | -- | -- | -- | -- |

### 2 december
- Jaap Meijer (38), Nederlands wielrenner

### 7 december
- Ruth Belville (89), Brits ondernemer

### 8 december
- Harry Blaauw (20), Nederlands zeeman

### 22 december
- Beatrix Potter (77), Brits schrijfster

### 23 december
- Theo Thijssen (64), Nederlands schrijver

## Datum onbekend
- Willy Kruyt (65), Nederlands politicus
- Lü Bicheng (ca. 60), Chinees schrijver en dichter

1900 ·
1901 ·
1902 ·
1903 ·
1904 ·
1905 ·
1906 ·
1907 ·
1908 ·
1909 ·
1910 ·
1911 ·
1912 ·
1913 ·
1914 ·
1915 ·
1916 ·
1917 ·
1918 ·
1919 ·
1920 ·
1921 ·
1922 ·
1923 ·
1924 ·
1925 ·
1926 ·
1927 ·
1928 ·
1929 ·
1930 ·
1931 ·
1932 ·
1933 ·
1934 ·
1935 ·
1936 ·
1937 ·
1938 ·
1939 ·
1940 ·
1941 ·
1942 ·
1943 ·
1944 ·
1945 ·
1946 ·
1947 ·
1948 ·
1949 ·
1950 ·
1951 ·
1952 ·
1953 ·
1954 ·
1955 ·
1956 ·
1957 ·
1958 ·
1959 ·
1960 ·
1961 ·
1962 ·
1963 ·
1964 ·
1965 ·
1966 ·
1967 ·
1968 ·
1969 ·
1970 ·
1971 ·
1972 ·
1973 ·
1974 ·
1975 ·
1976 ·
1977 ·
1978 ·
1979 ·
1980 ·
1981 ·
1982 ·
1983 ·
1984 ·
1985 ·
1986 ·
1987 ·
1988 ·
1989 ·
1990 ·
1991 ·
1992 ·
1993 ·
1994 ·
1995 ·
1996 ·
1997 ·
1998 ·
1999 ·
2000 ·
2001 ·
2002 ·
2003 ·
2004 ·
2005 ·
2006 ·
2007 ·
2008 ·
2009 ·
2010 ·
2011 ·
2012 ·
2013 ·
2014 ·
2015 ·
2016 ·
2017 ·
2018 ·
2019 ·
2020 ·
2021 ·
2022 ·
2023 ·
2024 ·
2025